# Aziatische kampioenschappen schaatsen 2007
De Aziatische kampioenschappen schaatsen 2007 werden op 6 en 7 januari 2007 op de provinciale ijsbaan van Jilin te Changchun (provincie Jilin), China gehouden.
Deze kampioenschappen bestonden uit een allround- en een afstandendeel. Het allrounddeel was de achtste editie van de Continentale kampioenschappen schaatsen voor Azië; tegelijkertijd vonden de Aziatische kampioenschappen schaatsen afstanden plaats. De 1500 meter en de lange afstanden werden maar eenmaal verreden en telden zowel als afstandskampioenschap als voor het allroundkampioenschap.
Vanaf de editie van 1999 was het aantal deelnemers aan het WK Allround door de ISU op 24 deelnemers vastgesteld. De startplaatsen werden voortaan per continent verdeeld. Voor Europa werd het EK Allround tevens het kwalificatietoernooi voor het WK Allround. Voor Azië en Noord-Amerika & Oceanië waren er door de ISU in 1999 speciaal kwalificatietoernooien voor georganiseerd. In 2007 namen er uit Azië twee mannen en vier vrouwen deel aan het WK Allround.

## Mannentoernooi

### Allround
Er namen twaalf mannen aan deze editie deel. Vier uit China en Kazachstan, drie uit Japan en één uit Zuid-Korea. De Zuid-Koreaan Choi Kwun-won werd de zevende winnaar van dit Continentaal Kampioenschap. De twee startplaatsen gingen dit jaar naar Zuid-Korea en Japan. Choi Kwun-won en Hiroki Hirako (tweede) namen ook deel aan het WK Allround.
| Rang   | Schaatser        | Land       | Punten  | 500m       | 5000m        | 1500m        | 10.000m       |
| ------ | ---------------- | ---------- | ------- | ---------- | ------------ | ------------ | ------------- |
| Goud   | Choi Kwun-won    | Zuid-Korea | 157,610 | 36,99 (1)  | 6.46,13 (4)  | 1.51,38 (2)  | 14.17,62 (3)  |
| Zilver | Hiroki Hirako    | Japan      | 158,010 | 38,14 (9)  | 6.42,66 (1)  | 1.54,31 (5)  | 13.50,02 (1)  |
| Brons  | Gao Xuefeng      | China      | 158,386 | 37,05 (2)  | 6.45,71 (3)  | 1.50,51 (1)  | 14.38,58 (4)  |
| 4      | Dmitri Babenko   | Kazachstan | 158,703 | 38,12 (8)  | 6.43,73 (2)  | 1.53,73 (4)  | 14.06,01 (2)  |
| 5      | Jin Xin          | China      | 162,001 | 37,89 (6)  | 6.57,29 (7)  | 1.53,07 (3)  | 14.53,85 (7)  |
| 6      | Song Xingyu      | China      | 162,602 | 38,55 (10) | 6.56,71 (6)  | 1.54,90 (7)  | 14.41,63 (5)  |
| 7      | Aleksej Zjigin   | Kazachstan | 163,421 | 37,39 (3)  | 7.03,68 (9)  | 1.54,58 (6)  | 15.09,40 (9)  |
| 8      | Vladimir Kostin  | Kazachstan | 163,996 | 38,03 (7)  | 7.02,87 (8)  | 1.54,95 (8)  | 15.07,27 (8)  |
| 9      | Jegor Smirnov    | Kazachstan | 165,647 | 39,53 (12) | 7.05,56 (11) | 1.58,05 (10) | 14.44,22 (6)  |
| 10     | Cheng Yue        | China      | 166,802 | 37,78 (4)  | 7.08,12 (12) | 1.58,47 (11) | 15.34,41 (10) |
| -      | Shingo Hashibami | Japan      | 119,356 | 37,86 (5)  | 7.05,13 (10) | 1.56,95 (9)  | ns            |
| -      | Kesato Miyazaki  | Japan      | 80,376  | 38,82 (11) | 6.55,56 (5)  | ns           | -             |

Vet gezet is kampioenschapsrecord

### Afstanden
| Afstand | Goud          | Zilver         | Brons         |
| ------- | ------------- | -------------- | ------------- |
| 2×500m  | Tadashi Obara | Lee Ki-ho      | Jiao Yunlong  |
| 1000m   | Mun Joon      | Lee Jong-woo   | Lee Ki-ho     |
| 1500m   | Mun Joon      | Lee Jong-woo   | Gao Xuefeng   |
| 5000m   | Hiroki Hirako | Dmitri Babenko | Gao Xuefeng   |
| 10.000m | Hiroki Hirako | Dmitri Babenko | Choi Kwun-won |

## Vrouwentoernooi

### Allround
Er namen tien vrouwen aan deze editie deel. Vier uit China en Japan en één uit Kazachstan en Zuid-Korea. De Chinese Wang Fei prolongeerde haar titel van 2006 van dit Continentaal Kampioenschap. De vier startplaatsen gingen dit jaar naar Japan (3) en China (1). De top vier van dit kampioenschap nam ook deel aan het WK Allround.
| Rang   | Schaatsster         | Land       | Punten  | 500m       | 3000m        | 1500m       | 5000m       |
| ------ | ------------------- | ---------- | ------- | ---------- | ------------ | ----------- | ----------- |
| Goud   | Wang Fei            | China      | 168,225 | 39,76 (1)  | 4.17,74 (1)  | 2.01,34 (1) | 7.30,63 (4) |
| Zilver | Maki Tabata         | Japan      | 169,602 | 40,26 (3)  | 4.20,07 (4)  | 2.01,65 (2) | 7.34,47 (5) |
| Brons  | Eriko Ishino        | Japan      | 170,658 | 41,35 (5)  | 4.19,30 (3)  | 2.05,01 (6) | 7.24,22 (1) |
| 4      | Masako Hozumi       | Japan      | 171,063 | 41,99 (8)  | 4.17,54 (1)  | 2.04,12 (4) | 7.27,77 (3) |
| 5      | Ji Jia              | China      | 171,609 | 40,69 (4)  | 4.23,33 (7)  | 2.04,20 (5) | 7.36,31 (7) |
| 6      | Noh Seon-yeong      | Zuid-Korea | 171,873 | 41,59 (6)  | 4.21,00 (6)  | 2.03,88 (3) | 7.34,90 (6) |
| 7      | Hiromi Otsu         | Japan      | 171,880 | 42,00 (9)  | 4.20,16 (5)  | 2.05,46 (7) | 7.27,00 (2) |
| 8      | Gao Yang            | China      | 172,817 | 40,21 (2)  | 4.27,91 (8)  | 2.05,48 (8) | 7.41,30 (8) |
| -      | Zhang Xiaolei       | China      | 131,014 | 41,94 (7)  | 4.32,57 (9)  | 2.10,94 (9) | ns          |
| -      | Anzhelika Gavrilova | Kazachstan | 89,450  | 43,19 (10) | 4.37,56 (10) | ns          | -           |

Vet gezet is kampioenschapsrecord

### Afstanden
| Afstand | Goud          | Zilver          | Brons           |
| ------- | ------------- | --------------- | --------------- |
| 2×500m  | Dan Wang      | Yu Jing         | Choi Seung-yong |
| 1000m   | Kim Yoo-rim   | Choi Seung-yong | Yu Jing         |
| 1500m   | Wang Fei      | Maki Tabata     | Noh Seon-yeong  |
| 3000m   | Masako Hozumi | Wang Fei        | Eriko Ishino    |
| 5000m   | Eriko Ishino  | Hiromi Otsu     | Masako Hozumi   |